# Massacro di Paraćin
il Massacro di Paraćin fu un omicidio di massa avvenuto il 3 settembre 1987 commesso da Aziz Kelmendi avvenuto nella caserma dell'Armata popolare jugoslava nella cittadina di Paraćin, in Serbia.

## I fatti
la mattina del 3 settembre 1987 Aziz Kelmendi rubò alcune cartucce, la notte stessa minacciò il caporale Riza Alibašić intimandoli di consegnargli altri caricatori. Presi i caricatori, Kelmendi si diresse quindi negli alloggi dei soldati e apri il fuoco uccidendo 4 commilitoni e ferendone due, dopo aver commesso questo rivolse l'arma verso di se e si suicidò. 
Le autorità jugoslave conclusero che la strage fosse stata progettata poco tempo prima che avvenisse, e sospettarono che il suo esecutore fosse mentalmente instabile. Tuttavia data la tensione etnica che attraversava il paese si ipotizzò che il motivo fosse razziale dato che Aziz Kelmendi era di etnia albanese e le vittime erano mussulmani bosniaci, serbi e serbo-croati